# Mészöly
A Mészöly régi magyar családnév. Változatai: Meszely, Mészely, Mészel, Mészöl, Meszöly, Messzöl. A meszely osztrák eredetű űrmérték volt bormérésre, melyhez helyenként (bécsi, budai) változó nagyságú mérőedényt használtak. Jelentése az eszköz készítője vagy használója.

## Híres Mészöly nevű személyek
- Mészöly Ágnes (1971) magyar író, költő, pedagógus
- Mészöly Dezső (1918–2011) magyar író, költő, műfordító, dramaturg
- Mészöly Gábor (1940–2021) magyar író, dramaturg
- Mészöly Gedeon (1880–1960) magyar nyelvész, műfordító
- Mészöly Géza (1844–1887) magyar festő
- Mészöly Géza (1967) válogatott magyar labdarúgó, edző
- Mészöly Gyula (1910–1974) magyar növénynemesítő, biológus
- Mészöly Kálmán (1941–2022) válogatott magyar labdarúgó, edző, szövetségi kapitány
- Mészöly Katalin (1949) Liszt Ferenc-díjas magyar opera-énekesnő
- Mészöly Miklós (1921–2001) magyar író
- Mészöly Pál (1957) magyar labdarúgó, középpályás
- Mészöly Tibor (1908–1999) színész, dramaturg, színházigazgató